# 古希臘羅馬美學
古希腊罗马美学是從前6世紀開始，極盛於前4世纪和前5世紀的希臘奴隸制全盛期。

## 主要思想
屬於自然哲學的存在本體論，以荷馬時代或英雄時代神話的幻想直觀,，形而上學對立, 階級意識為主。

## 代表思想家或派別

### 古典早期
- 畢達格拉斯的對稱比例與數 。
- 智者派開始轉向社會問題，從人的主體和心理來揭示藝術本質，美與愉悅開始等同 。
- 蘇格拉底是唯心主義者，美、善，有用混為一談，是人類學美學始祖。

### 古典盛期
此時期希臘文化高度的繁榮 
- 柏拉圖創立本體論 揭示美不同於平庸現實而有高貴性 是唯心論 認識美只憑靈魂回憶或迷狂 輕視現實生活
- 亞理斯多德古希臘美學集大成,傾向於唯物主義。在客觀現實世界中尋找藝術本質,，強調適中合度，美即是善,藝術反應生活，有機整體觀念;悲劇要達到心理淨化效果。